# Eurytides salvini
Pour les articles homonymes, voir Salvini.
Espèce
Synonymes
- Papilio salvini Bates, 1864
- Papilio eacus Godman & Salvin, [1890]

Eurytides salvini ou Machaon de Salvin est un insecte lépidoptère de la famille des Papilionidae, de la sous-famille des Papilioninae et du genre Eurytides.

## Dénomination
Eurytides salvini a été décrit par Henry Walter Bates, en 1864 sous le nom initial de Papilio salvini.

### Nom vernaculaire
Eurytides salvini se nomme Salvin’s Kite-Swallowtail en anglais.
Il a été nommé en l'honneur d'Osbert Salvin.

## Description
Eurytides salvini est un papillon au corps noir, d'une envergure de 46 mm à 56 mm, aux ailes antérieures à bord externe concave et ailes postérieures à très longue queue. Le dessus est de couleur blanche avec aux ailes antérieures la pointe de l'apex et une bordure marginale marron, une bande marron du bord costal au bord externe et une courte bande marron à partir du bord costal. Les postérieures présentent dans la bordure marron des lunules bleues et une tache anale rouge.
Le revers est semblable avec une bordure plus fine et en plus aux postérieures une bande marron du bord costal à l'angle anal.

## Écologie et distribution
Eurytides salvini est présent dans le sud-est du Mexique, au Guatemala et au Honduras,.

### Protection
Pas de statut de protection particulier.